# 奧爾什丁省

1945-1975年的奧爾什丁省

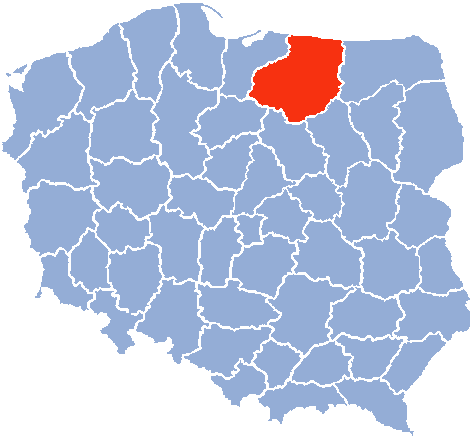
1975-1998年的奧爾什丁省

奧爾什丁省（województwo wolsztyńskie）是波蘭歷史上的一個省，始於1945年。1999年1月1日被併入瓦爾米亞-馬祖里省。
1965年面積20,994平方公里，人口956,600人。1980年面積12,327平方公里。人口778,200人。首府奧爾什丁。